# 건위군
건위군(犍爲郡)은 전한에서 설치한 중국의 옛 군으로, 지금의 쓰촨성·구이저우성·윈난성의 접경 지대에 있었다.

## 전한
무제가 서남이를 정복하고 세운 군 중 하나다. 응소는 옛 야랑국(夜郞國)이라 했다.
건원 6년(기원전 135년)에 설치했다. 이해, 무제가 동월을 항복시키고 남월을 엿보는데, 한나라에서 남월에 파견한 파양현령 당몽(唐蒙)이 야랑의 존재를 촉 상인에게 듣고 야랑 정복을 제안했다. 곧 야랑을 복속시켜 한나라의 군현으로 편입하고 그 길을 통해 남월을 공격하자는 것이었다. 무제는 당몽을 낭중장으로 삼고 야랑으로 보냈고, 당몽이 야랑후 다동(多同)을 만나 한나라에 귀부하게 했다. 그래서 얻은 야랑의 땅과 광한군 남부를 가지고 건위군으로 만들었다. 처음 치소는 폐현(鄨縣, 오늘날의 구이저우성 쭌이 시)이었고, 원광 5년(기원전 130년) 남광현으로 옮겼으며, 시원 원년(기원전 86년) 북도현으로 옮겼다. 원래 설치할 때에는 광시 서부와 구이저우 대부분을 포함했으나, 원정 6년(기원전 111년) 저란을 평정한 후 건위군의 일부 지역과 정복지를 합해 장가군을 세웠기에 강역이 축소됐다. 첫 치소인 폐현 역시 장가군의 치소가 됐다.
익주에 속하였으며, 원시 2년(2년)의 인구조사에 따르면 호구 109,419호, 인구 489,486명이었다. 아래의 속현 목록은 《한서》지리지의 내용이다. 원연·수화 연간의 현황으로 여겨지며, 총 12현이다.
| 이름   | 한자   | 대략적 위치                                 | 비고 |
| ------ | ------ | ------------------------------------------- | --- |
| 북도현 | 僰道縣 | 이빈시 남서                                 | 응소에 따르면 옛 북후국(僰侯國)이다. |
| 강양현 | 江陽縣 | 루저우시                                    | |
| 무양현 | 武陽縣 | 메이산시 펑산구                             | 철관이 있다. |
| 남안현 | 南安縣 | 러산시                                      | 염관, 철관이 있다. |
| 자중현 | 資中縣 | 쯔양시                                      | |
| 부현   | 符縣   | 러산시 허장현                               | 온수(溫水)가 남으로 폐(鄨)에 이르러 검수(黚水)로 들어가고, 감수는 또 남으로 폐(鄨)에 이르러 강수(江水)로 들어간다.                                             |
| 우비현 | 牛鞞縣 | 쯔양시 젠양시                               | |
| 남광현 | 南廣縣 | 이빈시 쥔롄현?                              | 분관수(汾關山)에서 부흑수(符黑水)가 나와 북으로 북도에서 강수로 들어간다. 또 대섭수(大涉水)가 북으로 부에 이르러 강수로 들어가니, 세 군을 지나 840리를 지난다. |
| 한양현 | 漢陽縣 | 비제시 웨이닝이족후이족먀오족자치현·허장현? | 도위가 다스린다. 산탑곡(山闟谷)에서 한수(漢水)가 나와 동으로 폐(鄨)에 이르러 연(延)으로 들어간다.                                                              |
| 존마현 | 𨚲䣕縣 | 취징시 쉬안웨이시 북?                       | |
| 주시현 | 朱提縣 | 자오퉁시                                    | 산에서 은이 난다. 응소에 따르면 주시산이 남서쪽에 있다. |
| 당랑현 | 堂琅縣 | 리장시 위룽나시족자치현?                    | |

## 신
이름을 서순(西順)으로 고치고 다음 현의 이름을 고쳤다.
| 전한 | 신         |
| ---- | ---------- |
| 북도 | 북치(僰治) |
| 무양 | 집성(戢成) |
| 부   | 부신(符信) |
| 한양 | 신통(新通) |
| 존마 | 잔마(孱䣕) |